# ДСТУ 3017
 ДСТУ 3017:2015 — Національний стандарт України. «Інформація та документація. Видання. Основні види. Терміни та визначення понять».
Це видання стандарту розроблене Державною науковою установою «Книжкова палата» і є переглядом попереднього видання ДСТУ 301795.
Стандарт містить терміни та визначення понять основних видів видань, потрібних для впорядкування й розвитку видавничої справи, налагоджування взаємозв'язків між суміжними сферами діяльності, забезпечування відповідності вітчизняних видань міжнародним і національним стандартам інших країн.
Мета цього стандарту — сприяти розвитку та уніфікації української термінології у видавничій і суміжних сферах.

## Інформація про попередні видання

### Видання ДСТУ 301795
ДСТУ 301795 — Державний стандарт України «Видання. Основні види. Терміни та визначення».
Цей стандарт розроблено Національним науково-виробничим об‘єднанням «Книжкова палата України».
Внесено Міністерством України у справах преси та інформації.
Затверджено і введено в дію наказом Держстандарту України № 58 від 23 лютого 1995 р.
Введено вперше. Розробники: І. В. Лупандін, Т. В. Пучкова, Г. М. Плиса.
Стандарт відповідає міжнародному стандарту ISO 5127/2 (ISO 5127-2:1983 Documentation and information — Vocabulary — Part 2: Traditional documents) в частині видів видань.
Стандарт поширюється на видавничу продукцію і встановлює терміни та визначення основних видів видань. Стандарт містить стандартизовані терміни та визначення видань, які необхідні:
- для упорядкування і розвитку видавничої справи,
- для забезпечення взаємозв'язків суміжних видів діяльності,
- для гармонізації з міжнародними та національними стандартами інших країн.

Терміни, регламентовані в цьому стандарті, обов'язкові для застосування в документації усіх видів, яка входить у сферу дії державної стандартизації України або використовує результати цієї діяльності.
Вимоги цього стандарту є обов'язковими для підприємств, установ і організацій, що діють на території України, а також для громадян-суб'єктів підприємницької діяльності незалежно від форм власності та видів діяльності.